# Olympische Sommerspiele 1972/Teilnehmer (DDR)
| Gelbes Symbol für Goldmedaillen mit stilisierten Olympischen Ringen | Graues Symbol für Silbermedaillen mit stilisierten Olympischen Ringen | Braundes Symbol für Bronzemedaillen mit stilisierten Olympischen Ringen |
| ------------------------------------------------------------------- | --------------------------------------------------------------------- | ----------------------------------------------------------------------- |
| 20                                                                  | 23                                                                    | 23                                                                      |

Die Deutsche Demokratische Republik nahm an den Olympischen Sommerspielen 1972 in München erstmals mit einer  vollständig selbstständigen Mannschaft mit eigener Fahne und Hymne teil. Sie wurde mit 20 Gold-,  23 Silber- und 23 Bronzemedaillen die drittbeste Nation in der Medaillenwertung.

## Übersicht
1968 gab es erstmals eine eigene Mannschaft, aber noch mit einer gemeinsamen deutschen Olympiafahne und der Hymne Ode an die Freude.
1972 stellte die DDR mit
233 Männer und 66 Frauen  die viertgrößte Mannschaft dieser Spiele. Es wurde in 18 Sportarten bei 161 Wettkämpfen teilgenommen. 
Medaillenspiegel. 
Erfolgreichster Vertreter war die Turnerin Karin Janz, die zwei Gold- und zwei Silbermedaillen sowie eine Bronzemedaille gewann. Der Boxer Manfred Wolke war der  Fahnenträger bei der  Eröffnungsfeier. 

### Medaillenspiegel
| Medaillenspiegel DDR | Medaillenspiegel DDR | Medaillenspiegel DDR         | Medaillenspiegel DDR      | Medaillenspiegel DDR      | Medaillenspiegel DDR |
| Platz                | Sportart             | Goldmedaille – Olympiasieger | Silbermedaille – 2. Platz | Bronzemedaille – 3. Platz | Medaillen – Gesamt   |
| -------------------- | -------------------- | ---------------------------- | ------------------------- | ------------------------- | -------------------- |
| 1                    | Leichtathletik       | 8                            | 7                         | 5                         | 20                   |
| 2                    | Kanu                 | 4                            | 1                         | 1                         | 6                    |
| 3                    | Turnen               | 3                            | 4                         | 2                         | 9                    |
| 4                    | Rudern               | 3                            | 1                         | 3                         | 7                    |
| 5                    | Schwimmen            | 2                            | 5                         | 2                         | 9                    |
| 6                    | Radsport             | −                            | 2                         | 1                         | 3                    |
| 7                    | Ringen               | −                            | 1                         | −                         | 1                    |
| 7                    | Segeln               | −                            | 1                         | −                         | 1                    |
| 7                    | Volleyball           | −                            | 1                         | −                         | 1                    |
| 10                   | Gewichtheben         | −                            | −                         | 2                         | 2                    |
| 10                   | Schießen             | −                            | −                         | 2                         | 2                    |
| 10                   | Wasserspringen       | −                            | −                         | 2                         | 2                    |
| 13                   | Boxen                | −                            | −                         | 1                         | 1                    |
| 13                   | Fußball              | −                            | −                         | 1                         | 1                    |
| 13                   | Judo                 | −                            | −                         | 1                         | 1                    |
| Total                | Total                | 20                           | 23                        | 23                        | 66                   |

## Medaillengewinner

### Gold
| Sportart       | Wettkampf                    | Name(n)                                                     |
| -------------- | ---------------------------- | ----------------------------------------------------------- |
| Leichtathletik | 20 km Gehen                  | Peter Frenkel                                               |
| Leichtathletik | Stabhochsprung               | Wolfgang Nordwig                                            |
| Leichtathletik | 100 m (Frauen)               | Renate Stecher                                              |
| Leichtathletik | 200 m (Frauen)               | Renate Stecher                                              |
| Leichtathletik | 400 m (Frauen)               | Monika Zehrt                                                |
| Leichtathletik | 100 m Hürden (Frauen)        | Annelie Ehrhardt                                            |
| Leichtathletik | 4 × 400-m-Staffel (Frauen)   | Dagmar Käsling, Rita Kühne, Helga Seidler, Monika Zehrt     |
| Leichtathletik | Speerwurf (Frauen)           | Ruth Fuchs                                                  |
| Kanusport      | Einer-Kajak, Slalom          | Siegbert Horn                                               |
| Kanusport      | Einer-Canadier, Slalom       | Reinhard Eiben                                              |
| Kanusport      | Zweier-Canadier, Slalom      | Walter Hofmann, Rolf-Dieter Amend                           |
| Kanusport      | Einer-Kajak, Slalom (Frauen) | Angelika Bahmann                                            |
| Rudern         | Zweier ohne Steuermann       | Siegfried Brietzke, Wolfgang Mager                          |
| Rudern         | Zweier mit Steuermann        | Wolfgang Gunkel, Jörg Lucke, Klaus-Dieter Neubert           |
| Rudern         | Vierer ohne Steuermann       | Frank Forberger, Frank Rühle, Dieter Grahn, Dieter Schubert |
| Turnen         | Sprung                       | Klaus Köste                                                 |
| Turnen         | Sprung (Frauen)              | Karin Janz                                                  |
| Turnen         | Stufenbarren (Frauen)        | Karin Janz                                                  |
| Schwimmen      | 100 m Rücken                 | Roland Matthes                                              |
| Schwimmen      | 200 m Rücken                 | Roland Matthes                                              |

### Silber
| Sportart       | Wettkampf                       | Name(n) |
| -------------- | ------------------------------- | --- |
| Leichtathletik | Hochsprung                      | Stefan Junge |
| Leichtathletik | Dreisprung                      | Jörg Drehmel |
| Leichtathletik | Hammerwurf                      | Jochen Sachse |
| Leichtathletik | 1500 m (Frauen)                 | Gunhild Hoffmeister |
| Leichtathletik | 4 × 100-m-Staffel (Frauen)      | Evelin Kaufer, Christina Heinich, Bärbel Struppert, Renate Stecher |
| Leichtathletik | Kugelstoßen (Frauen)            | Margitta Gummel |
| Leichtathletik | Speerwurf (Frauen)              | Jacqueline Todten |
| Schwimmen      | 4 × 100 m Lagen                 | Roland Matthes, Klaus Katzur, Hartmut Flöckner, Lutz Unger |
| Schwimmen      | 100 m Schmetterling (Frauen)    | Roswitha Beier |
| Schwimmen      | 200 m Lagen (Frauen)            | Kornelia Ender |
| Schwimmen      | 4 × 100 m Freistil (Frauen)     | Kornelia Ender, Gabriele Wetzko, Andrea Eife, Elke Sehmisch |
| Schwimmen      | 4 × 100 m Lagen (Frauen)        | Christine Herbst, Renate Vogel, Roswitha Beier, Kornelia Ender |
| Turnen         | Mannschaftsmehrkampf (Frauen)   | Irene Abel, Angelika Hellmann, Karin Janz, Richarda Schmeißer, Christine Schmitt, Erika Zuchold                                                                                                 |
| Turnen         | Einzelmehrkampf (Frauen)        | Karin Janz |
| Turnen         | Sprung (Frauen)                 | Erika Zuchold |
| Turnen         | Stufenbarren (Frauen)           | Erika Zuchold |
| Radsport       | Tandem                          | Jürgen Geschke, Werner Otto |
| Radsport       | 4000 m Mannschaftsverfolgung    | Thomas Huschke, Heinz Richter, Herbert Richter, Uwe Unterwalder |
| Kanusport      | Zweier-Kajak (Frauen)           | Ilse Kaschube, Petra Grabowsky |
| Ringen         | Federgewicht griechisch-römisch | Heinz-Helmut Wehling |
| Rudern         | Vierer mit Steuermann           | Dietrich Zander, Reinhard Gust, Eckhard Martens, Rolf Jobst, Klaus-Dieter Ludwig |
| Segeln         | Drachen                         | Paul Borowski, Karl-Heinz Thun, Konrad Weichert |
| Volleyball     | Männer Mannschaft               | Arnold Schulz, Wolfgang Webner, Siegfried Schneider, Wolfgang Weise, Rudi Schumann, Eckehard Pietzsch, Wolfgang Löwe, Wolfgang Maibohm, Rainer Tscharke, Jürgen Maune, Horst Peter, Horst Hagen |

### Bronze
| Sportart       | Wettkampf                  | Name(n) |
| -------------- | -------------------------- | --- |
| Leichtathletik | 20 km Gehen                | Hans-Georg Reimann |
| Leichtathletik | Kugelstoßen                | Hartmut Briesenick |
| Leichtathletik | 800 m (Frauen)             | Gunhild Hoffmeister |
| Leichtathletik | 100 m Hürden (Frauen)      | Karin Balzer |
| Leichtathletik | Fünfkampf (Frauen)         | Burglinde Pollak |
| Rudern         | Einer                      | Wolfgang Güldenpfennig |
| Rudern         | Doppelzweier               | Joachim Böhmer, Hans-Ulrich Schmied |
| Rudern         | Achter                     | Hans-Joachim Borzym, Jörg Landvoigt, Harold Dimke, Manfred Schneider, Hartmut Schreiber, Manfred Schmorde, Bernd Landvoigt, Heinrich Mederow, Dietmar Schwarz |
| Gewichtheben   | Schwergewicht              | Stefan Grützner |
| Gewichtheben   | Superschwergewicht         | Gerd Bonk |
| Schießen       | KK Dreistellungskampf      | Werner Lippoldt |
| Schießen       | Skeet                      | Michael Buchheim |
| Schwimmen      | 4 × 100 m Freistil         | Roland Matthes, Wilfried Hartung, Peter Bruch, Lutz Unger |
| Schwimmen      | 400 m Freistil (Frauen)    | Gudrun Wegner |
| Turnen         | Mannschaftsmehrkampf       | Matthias Brehme, Wolfgang Klotz, Klaus Köste, Jürgen Paeke, Reinhard Rychly, Wolfgang Thüne |
| Turnen         | Schwebebalken (Frauen)     | Karin Janz |
| Wasserspringen | Kunstspringen 3 m (Frauen) | Marina Janicke |
| Wasserspringen | Turmspringen (Frauen)      | Marina Janicke |
| Boxen          | Halbmittelgewicht          | Peter Tiepold |
| Fußball        | Männer Mannschaft          | Jürgen Croy, Lothar Kurbjuweit, Manfred Zapf, Konrad Weise, Bernd Bransch, Harald Irmscher, Jürgen Pommerenke, Ralf Schulenberg, Jürgen Sparwasser, Hans-Jürgen Kreische, Joachim Streich, Reinhard Häfner, Wolfgang Seguin, Peter Ducke, Eberhard Vogel, Axel Tyll, Siegmar Wätzlich, Frank Ganzera, Dieter Schneider |
| Judo           | Halbmittelgewicht          | Dietmar Hötger |
| Kanusport      | Einer-Kajak, Slalom        | Harald Gimpel |
| Radsport       | 1000 m Zeitfahren          | Jürgen Schütze |

- Michael Buchheim, Skeeting

#### Schwimmen
Männer
- Lutz Unger, Peter Bruch, Wilfried Hartung,  Roland Matthes, 4 × 100 Meter Freistil

Frauen
- Gudrun Wegner, 400 Meter Freistil

#### Turnen
Männer
- Jürgen Paeke, Reinhard Rychly, Wolfgang Thüne, Matthias Brehme, Wolfgang Klotz, Klaus Köste, Mannschaft, 559,70 Punkte

Frauen
- Karin Janz, Schwebebalken

#### Wasserspringen
Frauen
- Marina Janicke, Kunstspringen, 3 Meter-Brett
- Marina Janicke, Turmspringen , 10 Meter-Turm -->

## Teilnehmer nach Sportarten

### Boxen
- Stefan Förster (SC Karl-Marx-Stadt)
Bantamgewicht: 9. Platz
- Jochen Bachfeld (SC Traktor Schwerin)
Federgewicht: 9. Platz
- Ulrich Beyer (ASK Vorwärts Frankfurt)
Halbweltergewicht: 17. Platz
- Manfred Wolke (ASK Vorwärts Frankfurt)
Weltergewicht: 9. Platz
- Peter Tiepold (SC Dynamo Berlin)
Halbmittelgewicht: Bronze
- Hans-Joachim Brauske (SC Chemie Halle)
Mittelgewicht: 9. Platz
- Ottomar Sachse (SC Chemie Halle)
Halbschwergewicht: 17. Platz
- Jürgen Fanghänel (SC Karl-Marx-Stadt)
Schwergewicht: 5. Platz

### Fechten
Männer
- Horst Melzig (ASK Vorwärts Leipzig)
Degen, Einzel: 4. Runde
Degen, Mannschaft: 1. Runde
- Bernd Uhlig (SC Dynamo Berlin)
Degen, Einzel: 3. Runde
Degen, Mannschaft: 1. Runde
- Peter Schulze (ASK Vorwärts Leipzig)
Degen, Einzel: 2. Runde
Degen, Mannschaft: 1. Runde
- Harry Fiedler (ASK Vorwärts Leipzig)
Degen, Mannschaft: 1. Runde
- Eckhard Mannischeff (SC Dynamo Berlin)
Degen, Mannschaft: 1. Runde

### Fußball
- Männermannschaft
Bronze

- Kader
0(1) Jürgen Croy (BSG Sachsenring Zwickau)
0(2) Lothar Kurbjuweit (FC Carl Zeiss Jena)
0(3) Manfred Zapf (1. FC Magdeburg)
0(4) Konrad Weise (FC Carl Zeiss Jena)
0(5) Bernd Bransch  (HFC Chemie)
0(6) Harald Irmscher (FC Carl Zeiss Jena)
0(7) Jürgen Pommerenke (1. FC Magdeburg)
0(8) Ralf Schulenberg (BFC Dynamo)
0(9) Jürgen Sparwasser (1. FC Magdeburg)
(10) Hans-Jürgen Kreische (SG Dynamo Dresden)
(11) Joachim Streich (FC Hansa Rostock)
(12) Reinhard Häfner (SG Dynamo Dresden)
(13) Wolfgang Seguin (1. FC Magdeburg)
(14) Peter Ducke (FC Carl Zeiss Jena)
(15) Eberhard Vogel (FC Carl Zeiss Jena)
(16) Axel Tyll (1. FC Magdeburg)
(17) Siegmar Wätzlich (SG Dynamo Dresden)
(18) Frank Ganzera (SG Dynamo Dresden)
(19) Dieter Schneider (FC Hansa Rostock)

### Gewichtheben
- Wolfgang Faber (TSC Berlin)
Leichtgewicht: 11. Platz
- Frank Zielecke (TSC Berlin)
Mittelgewicht: 5. Platz
- Werner Dittrich (BSG Motor Zittau)
Mittelgewicht: DNF
- Bernhard Radtke (SC Karl-Marx-Stadt)
Leichtschwergewicht: 4. Platz
- Stefan Grützner (SC Karl-Marx-Stadt)
Schwergewicht: Bronze
- Helmut Losch (BSG Motor Stralsund)
Schwergewicht: 4. Platz
- Gerd Bonk (SC Karl-Marx-Stadt)
Superschwergewicht: Bronze
- Manfred Rieger (BSG Motor Zittau)
Superschwergewicht: 5. Platz

### Handball
- Männermannschaft
4. Platz

- Kader
Reiner Frieske (ASK Vorwärts Frankfurt)
Siegfried Voigt (SC DHfK Leipzig)
Wolfgang Böhme (SC Empor Rostock)
Reiner Ganschow (SC Empor Rostock)
Jürgen Hildebrand (SC Dynamo Berlin)
Horst Jankhöfer (SC Leipzig)
Wolfgang Lakenmacher (SC Magdeburg)
Klaus Langhoff  (SC Empor Rostock)
Peter Larisch (SC Leipzig)
Peter Randt (SC DHfK Leipzig)
Udo Röhrig (SC Magdeburg)
Josef Rose (ASK Vorwärts Frankfurt)
Klaus Weiß (SC Dynamo Berlin)
Rainer Würdig (SC Dynamo Berlin)
Rainer Zimmermann (SC Dynamo Berlin)
Harry Zörnack (SC Leipzig)

### Judo
- Karl-Heinz Werner (ASK Vorwärts Frankfurt)
Leichtgewicht: 11. Platz
- Dietmar Hötger (SC Dynamo Berlin)
Halbmittelgewicht: Bronze
- Rudolf Hendel (ASK Vorwärts Frankfurt)
Mittelgewicht: 19. Platz
- Helmut Howiller (SC Leipzig)
Halbschwergewicht: 5. Platz
- Klaus Hennig (SC Dynamo Berlin)
Schwergewicht: 9. Platz
Offene Klasse: 19. Platz

### Kanu

#### Kanurennsport
| Männer - Joachim Mattern (SC Berlin-Grünau) Einer-Kajak, 1000 m: Finale 6. Platz Vierer-Kajak, 1000 m: Halbfinale - Reiner Kurth (ASK Vorwärts Potsdam) Zweier-Kajak, 1000 m: Finale 4. Platz - Alexander Slatnow (SC Neubrandenburg) Zweier-Kajak, 1000 m: Finale 4. Platz - Volkmar Thiede (SC Neubrandenburg) Vierer-Kajak, 1000 m: Halbfinale - Eduard Augustin (SC Einheit Dresden) Vierer-Kajak, 1000 m: Halbfinale - Herbert Laabs (SC Magdeburg) Vierer-Kajak, 1000 m: Halbfinale - Dirk Weise (ASK Vorwärts Potsdam) Einer-Canadier, 1000 m: Finale 4. Platz Zweier-Canadier, 1000 m: Finale 7. Platz - Dieter Lichtenberg (ASK Vorwärts Potsdam) Zweier-Canadier, 1000 m: Finale 7. Platz - Joachim Wenzke (ASK Vorwärts Potsdam) ohne Einsatz - Wolfgang Kopplin (SC Magdeburg) ohne Einsatz | Frauen - Bettina Müller (SC Einheit Dresden) Einer-Kajak, 500 m: Finale 5. Platz - Ilse Kaschube (SC Neubrandenburg) Zweier-Kajak, 500 m: Silber - Petra Grabowsky (ASK Vorwärts Potsdam) Zweier-Kajak, 500 m: Silber - Marion Grupe (SC Magdeburg) ohne Einsatz |

#### Kanuslalom
| Männer - Siegbert Horn (ASK Vorwärts Leipzig) Einer-Kajak, Slalom: Gold - Harald Gimpel (ASK Vorwärts Leipzig) Einer-Kajak, Slalom: Bronze - Jürgen Bremer (SC DHfK Leipzig) Einer-Kajak, Slalom: 8. Platz - Reinhard Eiben (SC DHfK Leipzig) Einer-Canadier, Slalom: Gold - Jochen Förster (SC DHfK Leipzig) Einer-Canadier, Slalom: 4. Platz - Jürgen Köhler (ASK Vorwärts Leipzig) Einer-Canadier, Slalom: 6. Platz - Walter Hofmann (ASK Vorwärts Leipzig) Zweier-Canadier, Slalom: Gold - Rolf-Dieter Amend (ASK Vorwärts Leipzig) Zweier-Canadier, Slalom: Gold - Jürgen Kretschmer (SC DHfK Leipzig) Zweier-Canadier, Slalom: 4. Platz - Klaus Trummer (SC DHfK Leipzig) Zweier-Canadier, Slalom: 4. Platz - Jürgen Henze (SC DHfK Leipzig) Zweier-Canadier, Slalom: 18. Platz - Herbert Fischer (SC DHfK Leipzig) Zweier-Canadier, Slalom: 18. Platz - Jürgen Peter (ASK Vorwärts Leipzig) ohne Einsatz - Jürgen Hönicke (ASK Vorwärts Leipzig) ohne Einsatz - Jürgen Kalbitz (ASK Vorwärts Leipzig) ohne Einsatz | Frauen - Angelika Bahmann (SC DHfK Leipzig) Einer-Kajak, Slalom: Gold - Martina Falke (SC DHfK Leipzig) Einer-Kajak, Slalom: 10. Platz - Sybille Boedecker (SC DHfK Leipzig) Einer-Kajak, Slalom: 11. Platz - Veronika Stampe (ASK Vorwärts Leipzig) ohne Einsatz |

### Leichtathletik
| Männer - Bernd Borth (SC Chemie Halle) 100 m: Halbfinale 4 × 100 m: Finale 5. Platz - Manfred Kokot (SC Leipzig) 100 m: Viertelfinale 4 × 100 m: Finale 5. Platz - Hans-Jürgen Bombach (SC Dynamo Berlin) 100 m: Viertelfinale 4 × 100 m: Finale 5. Platz - Siegfried Schenke (SC DHfK Leipzig) 200 m: Finale 6. Platz 4 × 100 m: Finale 5. Platz - Hans-Joachim Zenk (ASK Vorwärts Potsdam) 200 m: Finale 8. Platz - Dieter Fromm (SC Turbine Erfurt) 800 m: Finale 8. Platz - Klaus-Peter Justus (SC Motor Jena) 1500 m: Halbfinale - Frank Eisenberg (SC Leipzig) 5000 m: Finale 9. Platz - Eckhard Lesse (SC Magdeburg) Marathon: 25. Platz - Frank Siebeck (SC Leipzig) 110 m Hürden: Finale 5. Platz - Christian Rudolph (SC Cottbus) 400 m Hürden: Halbfinale DNF - Peter Frenkel (ASK Vorwärts Potsdam) 20 km Gehen: Gold - Hans-Georg Reimann (SC Dynamo Berlin) 20 km Gehen: Bronze - Gerhard Sperling (TSC Berlin) 20 km Gehen: 4. Platz - Peter Selzer (SC Dynamo Berlin) 50 km Gehen: 5. Platz - Karl-Heinz Stadtmüller (TSC Berlin) 50 km Gehen: 11. Platz - Christoph Höhne (SC Dynamo Berlin) 50 km Gehen: 14. Platz - Stefan Junge (SC DHfK Leipzig) Hochsprung: Silber - Wolfgang Nordwig (SC Motor Jena) Stabhochsprung: Gold - Max Klauß (SC Einheit Dresden) Weitsprung: Finale 6. Platz - Jörg Drehmel (ASK Vorwärts Potsdam) Dreisprung: Silber - Heinz-Günter Schenk (SC Dynamo Berlin) Dreisprung: 19. Platz in der Qualifikation - Hartmut Briesenick (SC Dynamo Berlin) Kugelstoßen: Bronze - Hans-Peter Gies (SC Dynamo Berlin) Kugelstoßen: Finale 4. Platz - Heinz-Joachim Rothenburg (SC Dynamo Berlin) Kugelstoßen: Finale 11. Platz - Detlef Thorith (SC Dynamo Berlin) Diskuswurf: Finale 6. Platz - Hartmut Losch (ASK Vorwärts Potsdam) Diskuswurf: 22. Platz in der Qualifikation - Jochen Sachse (SC Karl-Marx-Stadt) Hammerwurf: Silber - Reinhard Theimer (TSC Berlin) Hammerwurf: Finale 13. Platz - Manfred Stolle (ASK Vorwärts Potsdam) Speerwurf: Finale 9. Platz - Stefan Schreyer (SC Chemie Halle) Zehnkampf: 5. Platz - Joachim Kirst (ASK Vorwärts Potsdam) Zehnkampf: DNF - Harald Eggers (SC Leipzig) ohne Einsatz - Jürgen Haase (SC Leipzig) ohne Einsatz | Frauen - Renate Stecher (SC Motor Jena) 100 m: Gold 200 m: Gold 4 × 100 m: Silber - Ellen Strophal (ASK Vorwärts Potsdam) 100 m: Viertelfinale 200 m: Finale 4. Platz - Evelin Kaufer (SC Einheit Dresden) 100 m: Viertelfinale 4 × 100 m: Silber - Christina Heinich (SC Leipzig) 200 m: Finale 5. Platz 4 × 100 m: Silber - Bärbel Struppert (SC Motor Jena) 4 × 100 m: Silber - Monika Zehrt (SC Dynamo Berlin) 400 m: Gold 4 × 400 m: Gold - Helga Seidler (SC Karl-Marx-Stadt) 400 m: Finale 4. Platz 4 × 400 m: Gold - Dagmar Käsling (SC Magdeburg) 400 m: Finale 7. Platz 4 × 400 m: Gold - Rita Kühne (SC Dynamo Berlin) 4 × 400 m: Gold - Gunhild Hoffmeister (SC Cottbus) 800 m: Bronze 1500 m: Silber - Maritta Politz (SC Chemie Halle) 800 m: Vorlauf - Karin Burneleit (SC Dynamo Berlin) 1500 m: Finale 4. Platz - Annelie Ehrhardt (SC Magdeburg) 100 m Hürden: Gold - Karin Balzer (SC Leipzig) 100 m Hürden: Bronze - Annerose Krumpholz (SC Turbine Erfurt) 100 m Hürden: Finale 7. Platz - Rita Schmidt (SC DHfK Leipzig) Hochsprung: Finale 5. Platz - Rosemarie Witschas (SC Cottbus) Hochsprung: Finale 7. Platz - Rita Gildemeister (SC Leipzig) Hochsprung: Finale 12. Platz - Margrit Olfert (SC Magdeburg) Weitsprung: Finale 8. Platz - Angelika Liebsch (SC Einheit Dresden) Weitsprung: Finale 13. Platz - Kristina Albertus (SC Einheit Dresden) Weitsprung: 26. Platz in der Qualifikation - Margitta Gummel (SC DHfK Leipzig) Kugelstoßen: Silber - Marianne Adam (SC Dynamo Berlin) Kugelstoßen: Finale 5. Platz - Marita Lange (SC Chemie Halle) Kugelstoßen: Finale 6. Platz - Gabriele Hinzmann (SC DHfK Leipzig) Diskuswurf: Finale 6. Platz - Ruth Fuchs (SC Motor Jena) Speerwurf: Gold - Jacqueline Todten (SC Dynamo Berlin) Speerwurf: Silber - Burglinde Pollak (ASK Vorwärts Potsdam) Fünfkampf: Bronze - Christine Bodner (SC Turbine Erfurt) Fünfkampf: 4. Platz - Monika Peikert (SC Cottbus) Fünfkampf: 18. Platz - Monika Meyer (SC Neubrandenburg) kein Einsatz - Brigitte Rohde (SC Neubrandenburg) kein Einsatz |

### Radsport

#### Bahn
- Jürgen Geschke (TSC Berlin)
Sprint: 5. Platz
Tandem: Silber
- Werner Otto (SC Dynamo Berlin)
Sprint: 1. Runde (Hoffnungsläufe)
Tandem: Silber
- Jürgen Schütze (SC Dynamo Berlin)
1000 m Zeitfahren: Bronze
- Thomas Huschke (TSC Berlin)
4000 m Einerverfolgung: 9. Platz in der Qualifikation
4000 m Mannschaftsverfolgung: Silber
- Heinz Richter (SC Dynamo Berlin)
4000 m Mannschaftsverfolgung: Silber
- Herbert Richter (SC Karl-Marx-Stadt)
4000 m Mannschaftsverfolgung: Silber
- Uwe Unterwalder (TSC Berlin)
4000 m Mannschaftsverfolgung: Silber
- Karl Richter (SC Karl-Marx-Stadt)
kein Einsatz
- Bernhard Gruner (SC DHfK Leipzig)
kein Einsatz

#### Straße
- Karl-Heinz Oberfranz (TSC Berlin)
Straßenrennen: 30. Platz
- Wolfgang Wesemann (ASK Vorwärts Leipzig)
Straßenrennen: 33. Platz
- Wolfram Kühn (SC Turbine Erfurt)
Straßenrennen: DNF
- Dieter Gonschorek (ASK Vorwärts Leipzig)
Straßenrennen: DNF

### Reiten
- Gerhard Brockmüller (ASK Vorwärts Potsdam)
Dressur, Einzel: 13. Platz
Dressur, Mannschaft: 5. Platz
- Wolfgang Müller (ASK Vorwärts Potsdam)
Dressur, Einzel: 16. Platz
Dressur, Mannschaft: 5. Platz
- Horst Köhler (ASK Vorwärts Potsdam)
Dressur, Einzel: 17. Platz
Dressur, Mannschaft: 5. Platz
- Rudolf Beerbohm (SC Dynamo Berlin)
Vielseitigkeit, Einzel: 11. Platz
Vielseitigkeit, Mannschaft: 5. Platz
- Jens Niehls (SC Dynamo Berlin)
Vielseitigkeit, Einzel: 23. Platz
Vielseitigkeit, Mannschaft: 5. Platz
- Joachim Brohmann (SC Dynamo Berlin)
Vielseitigkeit, Einzel: 25. Platz
Vielseitigkeit, Mannschaft: 5. Platz
- Helmut Gille (SC Dynamo Berlin)
Vielseitigkeit, Einzel: 26. Platz
Vielseitigkeit, Mannschaft: 5. Platz
- Uwe Plank (SC Dynamo Berlin)
kein Einsatz
- Hans-Werner Krüger (ASK Vorwärts Potsdam)
kein Einsatz

### Ringen
| Griechisch-römisch - Bernd Drechsel (SC Motor Zella-Mehlis) Papiergewicht: 4. Runde - Wolfgang Radmacher (SC Leipzig) Bantamgewicht: 2. Runde - Heinz-Helmut Wehling (ASK Vorwärts Rostock) Federgewicht: Silber - Klaus-Peter Göpfert (SC Motor Zella-Mehlis) Leichtgewicht: 3. Runde - Klaus Pohl (SG Dynamo Luckenwalde) Weltergewicht: 7. Platz - Frank Hartmann (SC Motor Zella-Mehlis) Mittelgewicht: 6. Platz - Lothar Metz (ASK Vorwärts Rostock) Halbschwergewicht: 3. Runde - Fredi Albrecht (SC Motor Zella-Mehlis) Schwergewicht: 5. Platz | Freistil - Jürgen Möbius (SC Motor Jena) Papiergewicht: 3. Runde - Willi Bock (SC Leipzig) Fliegengewicht: 2. Runde - Horst Mayer (SG Dynamo Luckenwalde) Bantamgewicht: 6. Platz - Udo Schröder (SG Dynamo Luckenwalde) Leichtgewicht: 6. Platz - Wolfgang Nitschke (SC Leipzig) Weltergewicht: 5. Platz - Horst Stottmeister (SC Leipzig) Mittelgewicht: 5. Platz - Günter Spindler (SC Chemie Halle) Halbschwergewicht: 7. Platz - Gerd Bachmann (SC Leipzig) Schwergewicht: 2. Runde - Peter Germer (SC Motor Jena) Superschwergewicht: 6. Platz |

### Rudern
- Wolfgang Güldenpfennig (SC Magdeburg)
Einer: Bronze
- Joachim Böhmer (SC Dynamo Berlin)
Doppelzweier: Bronze
- Hans-Ulrich Schmied (SC Berlin-Grünau)
Doppelzweier: Bronze
- Siegfried Brietzke (SC DHfK Leipzig)
Zweier ohne Steuermann: Gold
- Wolfgang Mager (SC DHfK Leipzig)
Zweier ohne Steuermann: Gold
- Wolfgang Gunkel (SC Berlin-Grünau)
Zweier mit Steuermann: Gold
- Jörg Lucke (SC Berlin-Grünau)
Zweier mit Steuermann: Gold
- Klaus-Dieter Neubert (SC Berlin-Grünau)
Zweier mit Steuermann: Gold
- Frank Forberger (SC Einheit Dresden)
Vierer ohne Steuermann: Gold
- Frank Rühle (SC Einheit Dresden)
Vierer ohne Steuermann: Gold
- Dieter Grahn (SC Einheit Dresden)
Vierer ohne Steuermann: Gold
- Dieter Schubert (SC Einheit Dresden)
Vierer ohne Steuermann: Gold
- Dietrich Zander (SC Dynamo Berlin)
Vierer mit Steuermann: Silber
- Reinhard Gust (SC Dynamo Berlin)
Vierer mit Steuermann: Silber
- Eckhard Martens (SC Dynamo Berlin)
Vierer mit Steuermann: Silber
- Rolf Jobst (SC Dynamo Berlin)
Vierer mit Steuermann: Silber
- Klaus-Dieter Ludwig (SG Dynamo Potsdam)
Vierer mit Steuermann: Silber
- Hans-Joachim Borzym (SG Dynamo Potsdam)
Achter: Bronze
- Jörg Landvoigt (SG Dynamo Potsdam)
Achter: Bronze
- Harold Dimke (SC Dynamo Berlin)
Achter: Bronze
- Manfred Schneider (SC Dynamo Berlin)
Achter: Bronze
- Hartmut Schreiber (SC Dynamo Berlin)
Achter: Bronze
- Manfred Schmorde (SC Dynamo Berlin)
Achter: Bronze
- Bernd Landvoigt (SG Dynamo Potsdam)
Achter: Bronze
- Heinrich Mederow (SG Dynamo Potsdam)
Achter: Bronze
- Dietmar Schwarz (SC Dynamo Berlin)
Achter: Bronze
- Werner Klatt (ASK Vorwärts Rostock)
kein Einsatz
- Peter Gorny (ASK Vorwärts Rostock)
kein Einsatz

### Schießen
- Werner Lippoldt (GST-Klub Leipzig)
Kleinkaliber Dreistellungskampf: Bronze 
Kleinkaliber liegend: 12. Platz
Kleinkaliber Freigewehr: 9. Platz
- Uto Wunderlich (GST-Klub Leipzig)
Kleinkaliber Dreistellungskampf: 14. Platz
Kleinkaliber Freigewehr: 4. Platz
- Peter Gorewski (SC Dynamo Berlin)
Kleinkaliber liegend: 24. Platz
- Christian Düring (ASK Vorwärts Leipzig)
Schnellfeuerpistole: 21. Platz
- Harald Vollmar (GST-Klub Leipzig)
Freie Pistole: 5. Platz
- Michael Buchheim (ASK Vorwärts Leipzig)
Skeet: Bronze
- Klaus Reschke (GST-Klub Leipzig)
Skeet: 6. Platz
- Burckhardt Hoppe (GST-Klub Leipzig)
Trap: 4. Platz
- Manfred Geisler (SC Dynamo Berlin)
Trap: 18. Platz

### Schwimmen
| Männer - Peter Bruch (SC Dynamo Berlin) 100 m Freistil: Halbfinale 200 m Freistil: Vorlauf 4 × 100 m Freistil: Bronze 4 × 200 m Freistil: Finale 6. Platz - Wilfried Hartung (TSC Berlin) 100 m Freistil: Vorlauf 200 m Freistil: Vorlauf 4 × 100 m Freistil: Bronze 4 × 200 m Freistil: Finale 6. Platz - Hartmut Flöckner (TSC Berlin) 100 m Freistil: Vorlauf 100 m Schmetterling: Finale 7. Platz 200 m Schmetterling: Finale 7. Platz 4 × 100 m Lagen: Silber - Udo Poser (ASK Vorwärts Rostock) 200 m Freistil: Vorlauf 400 m Freistil: Vorlauf 4 × 100 m Freistil: Bronze (kam nur im Vorlauf zum Einsatz) 4 × 200 m Freistil: Finale 6. Platz - Wolfram Sperling (SC DHfK Leipzig) 400 m Freistil: Vorlauf 200 m Lagen: Vorlauf 400 m Lagen: Finale 8. Platz - Klaus Dockhorn (SC Chemie Halle) 400 m Freistil: Verlauf 1500 m Freistil: Vorlauf - Axel Freudenberg (SC Karl-Marx-Stadt) 1500 m Freistil: Vorlauf - Lutz Unger (SC Dynamo Berlin) 4 × 100 m Freistil: Bronze 4 × 200 m Freistil: Finale 6. Platz 4 × 100 m Lagen: Silber - Roland Matthes (SC Turbine Erfurt) 100 m Rücken: Gold 200 m Rücken: Gold 100 m Schmetterling: Finale 4. Platz 4 × 100 m Freistil: Bronze 4 × 100 m Lagen: Silber - Lutz Wanja (ASK Vorwärts Rostock) 100 m Rücken: Finale 6. Platz 200 m Rücken: Vorlauf - Jürgen Krüger (SC Einheit Dresden) 100 m Rücken: Finale 7. Platz - Lothar Noack (SC Einheit Dresden) 200 m Rücken: Finale 6. Platz - Klaus Katzur (ASK Vorwärts Rostock) 100 m Brust: Halbfinale 200 m Brust: Finale 8. Platz 4 × 100 m Lagen: Silber - Rainer Hradetzky (SC Dynamo Berlin) 100 m Brust: Halbfinale 200 m Brust: Vorlauf - Roger Pyttel (SC DHfK Leipzig) 100 m Schmetterling: Halbfinale 200 m Schmetterling: Vorlauf 4 × 200 m Freistil: Finale 6. Platz (kam nur im Vorlauf zum Einsatz) - Bertram Türpe (SC DHfK Leipzig) 200 m Lagen: Vorlauf 400 m Lagen: Vorlauf - Christian Lietzmann (SC Einheit Dresden) 200 m Lagen: Vorlauf 400 m Lagen: Vorlauf | Frauen - Gabriele Wetzko (SC DHfK Leipzig) Frauen, 100 m Freistil: Finale 4. Platz Frauen, 4 × 100 m Freistil: Silber Frauen, 4 × 100 m Lagen: Silber (kam nur im Vorlauf zum Einsatz) - Andrea Eife (SC Dynamo Berlin) Frauen, 100 m Freistil: Finale 6. Platz Frauen, 200 m Freistil: Finale 5. Platz Frauen, 800 m Freistil: Vorlauf Frauen, 4 × 100 m Freistil: Silber - Sylvia Eichner (SC Einheit Dresden) Frauen, 100 m Freistil: Halbfinale Frauen, 4 × 100 m Freistil: Silber (kam nur im Vorlauf zum Einsatz) - Karin Tülling (SC Empor Rostock) Frauen, 200 m Freistil: Finale 8. Platz Frauen, 400 m Freistil: Vorlauf Frauen, 800 m Freistil: Vorlauf - Gudrun Wegner (SC Einheit Dresden) Frauen, 200 m Freistil: Vorlauf Frauen, 400 m Freistil: Bronze Frauen, 800 m Freistil: Finale 5. Platz - Elke Sehmisch (SC DHfK Leipzig) Frauen, 4 × 100 m Freistil: Silber - Christine Herbst (SC Einheit Dresden) Frauen, 100 m Rücken: Finale 7. Platz Frauen, 200 m Rücken: Finale 5. Platz Frauen, 4 × 100 m Lagen: Silber - Susanne Hilger (SC Empor Rostock) Frauen, 100 m Rücken: Vorlauf Frauen, 200 m Rücken: Vorlauf - Renate Vogel (SC Karl-Marx-Stadt) Frauen, 100 m Brust: Halbfinale Frauen, 4 × 100 m Lagen: Silber - Sylvia Langer (ASK Vorwärts Rostock) Frauen, 100 m Brust: Halbfinale Frauen, 200 m Brust: Vorlauf - Brigitte Schuchardt (SC Turbine Erfurt) Frauen, 100 m Brust: Vorlauf Frauen, 200 m Brust: Vorlauf Frauen, 200 m Lagen: Vorlauf - Hannelore Anke (SC Karl-Marx-Stadt) Frauen, 200 m Brust: Vorlauf - Roswitha Beier (SC Dynamo Berlin) Frauen, 100 m Schmetterling: Silber Frauen, 4 × 100 m Lagen: Silber - Rosemarie Kother (SC Dynamo Berlin) Frauen, 100 m Schmetterling: Halbfinale Frauen, 200 m Schmetterling: Finale 4. Platz - Helga Lindner (SC Karl-Marx-Stadt) Frauen, 200 m Schmetterling: Finale 6. Platz - Brigitte Mertz (SC Empor Rostock) Frauen, 200 m Schmetterling: Vorlauf - Kornelia Ender (SC Chemie Halle) Frauen, 200 m Lagen: Silber Frauen, 4 × 100 m Freistil: Silber Frauen, 4 × 100 m Lagen: Silber - Evelyn Stolze (SC Dynamo Berlin) Frauen, 200 m Lagen: Finale 6. Platz Frauen, 400 m Lagen: Finale 5. Platz - Marlies Pohl (SC Empor Rostock) Frauen, 400 m Lagen: Vorlauf - Angela Franke (SC Magdeburg) Frauen, 400 m Lagen: Vorlauf |

### Segeln
- Hans-Christian Schröder (ASK Vorwärts Rostock)
Finn-Dinghy: 7. Platz
- Hans-Joachim Lange (ASK Vorwärts Rostock)
Star: 17. Platz
- Herbert Weichert (SC Empor Rostock)
Star: 17. Platz
- Dietmar Gedde (ASK Vorwärts Rostock)
Flying Dutchman: 13. Platz
- Herbert Hüttner (ASK Vorwärts Rostock)
Flying Dutchman: 13. Platz
- Karl-Heinz Thun (SC Empor Rostock)
Drachen: Silber
- Konrad Weichert (SC Empor Rostock)
Drachen: Silber
- Paul Borowski (SC Empor Rostock)
Drachen: Silber
- Lothar Köpsel (SC Berlin-Grünau)
Soling: 14. Platz
- Roland Schwarz (SC Berlin-Grünau)
Soling: 14. Platz
- Werner Christoph (SC Berlin-Grünau)
Soling: 14. Platz
- Dieter Below (SC Berlin-Grünau)
kein Einsatz
- Michael Zachries (SC Berlin-Grünau)
kein Einsatz
- Bernd Dehmel (SC Berlin-Grünau)
kein Einsatz
- Klaus Eckard-Mayer (ASK Vorwärts Rostock)
kein Einsatz

### Turnen
| Männer - Klaus Köste (SC DHfK Leipzig) Einzelmehrkampf: Finale 6. Platz Mannschaftsmehrkampf: Bronze Barren: 9. Platz in der Qualifikation Boden: Finale 5. Platz Sprung: Gold Reck: 15. Platz in der Qualifikation Ringe: Finale 5. Platz Seitpferd: 13. Platz in der Qualifikation - Wolfgang Thüne (ASK Vorwärts Potsdam) Einzelmehrkampf: Finale 9. Platz Mannschaftsmehrkampf: Bronze Barren: 15. Platz in der Qualifikation Boden: 19. Platz in der Qualifikation Sprung: 12. Platz in der Qualifikation Reck: 7. Platz in der Qualifikation Ringe: 10. Platz in der Qualifikation Seitpferd: 14. Platz in der Qualifikation - Matthias Brehme (SC DHfK Leipzig) Einzelmehrkampf: Finale 10. Platz Mannschaftsmehrkampf: Bronze Barren: 15. Platz in der Qualifikation Boden: 10. Platz in der Qualifikation Sprung: 6. Platz in der Qualifikation Reck: 10. Platz in der Qualifikation Ringe: 12. Platz in der Qualifikation Seitpferd: 8. Platz in der Qualifikation - Wolfgang Klotz (ASK Vorwärts Potsdam) Einzelmehrkampf: Finale 17. Platz Mannschaftsmehrkampf: Bronze Barren: 17. Platz in der Qualifikation Boden: 14. Platz in der Qualifikation Sprung: 16. Platz in der Qualifikation Reck: 20. Platz in der Qualifikation Ringe: 16. Platz in der Qualifikation Seitpferd: 23. Platz in der Qualifikation - Reinhard Rychly (ASK Vorwärts Potsdam) Einzelmehrkampf: Finale 26. Platz Mannschaftsmehrkampf: Bronze Barren: 29. Platz in der Qualifikation Boden: 29. Platz in der Qualifikation Sprung: 23. Platz in der Qualifikation Reck: 15. Platz in der Qualifikation Ringe: 31. Platz in der Qualifikation Seitpferd: 32. Platz in der Qualifikation - Jürgen Paeke (SC Dynamo Berlin) Einzelmehrkampf: Finale 28. Platz Mannschaftsmehrkampf: Bronze Barren: 36. Platz in der Qualifikation Boden: 36. Platz in der Qualifikation Sprung: 20. Platz in der Qualifikation Reck: 21. Platz in der Qualifikation Ringe: 49. Platz in der Qualifikation Seitpferd: 14. Platz in der Qualifikation - Joachim Rühle (SC DHfK Leipzig) kein Einsatz | Frauen - Karin Janz (SC Dynamo Berlin) Einzelmehrkampf: Silber Mannschaftsmehrkampf: Silber Boden: Finale 4. Platz Sprung: Gold Schwebebalken: Bronze Stufenbarren: Gold - Erika Zuchold (SC Leipzig) Einzelmehrkampf: Finale 4. Platz Mannschaftsmehrkampf: Silber Boden: 7. Platz in der Qualifikation Sprung: Silber Schwebebalken: Finale 6. Platz Stufenbarren: Silber - Angelika Hellmann (SC Dynamo Berlin) Einzelmehrkampf: Finale 6. Platz Mannschaftsmehrkampf: Silber Boden: Finale 5. Platz Sprung: 7. Platz in der Qualifikation Schwebebalken: 12. Platz in der Qualifikation Stufenbarren: Finale 6. Platz - Irene Abel (SC Dynamo Berlin) Einzelmehrkampf: Finale 11. Platz Mannschaftsmehrkampf: Silber Boden: 22. Platz in der Qualifikation Sprung: 7. Platz in der Qualifikation Schwebebalken: 22. Platz in der Qualifikation Stufenbarren: 18. Platz in der Qualifikation - Richarda Schmeißer (SC Chemie Halle) Einzelmehrkampf: Finale 12. Platz Mannschaftsmehrkampf: Silber Boden: 13. Platz in der Qualifikation Sprung: 56. Platz in der Qualifikation Schwebebalken: 17. Platz in der Qualifikation Stufenbarren: 8. Platz in der Qualifikation - Christine Schmitt (SC Empor Rostock) Einzelmehrkampf: Finale 15. Platz Mannschaftsmehrkampf: Silber Boden: 13. Platz in der Qualifikation Sprung: 11. Platz in der Qualifikation Schwebebalken: 21. Platz in der Qualifikation Stufenbarren: 18. Platz in der Qualifikation - Sylvia Schäfer (SC Leipzig) kein Einsatz |

### Volleyball
- Männermannschaft
Silber

- Kader
Arnold Schulz (SC Leipzig)
Wolfgang Webner (SC Dynamo Berlin)
Siegfried Schneider  (SC Leipzig)
Wolfgang Weise (SC Leipzig)
Rudi Schumann (SC Leipzig)
Eckehard Pietzsch (SC Leipzig)
Wolfgang Löwe (SC Leipzig)
Wolfgang Maibohm (SC Traktor Schwerin)
Rainer Tscharke (TSC Berlin)
Jürgen Maune (SC Leipzig)
Horst Peter (SC Leipzig)
Horst Hagen (SC Leipzig)

### Wasserspringen
| Männer - Falk Hoffmann (SC Chemie Halle) Kunstspringen 3 m: Finale 7. Platz Turmspringen: Finale 10. Platz - Helge Ziethen (SC Empor Rostock) Kunstspringen 3 m: Finale 12. Platz - Lothar Matthes (SC Einheit Dresden) Turmspringen: Finale 4. Platz - Wolfram Ristau (TSC Berlin) Turmspringen: 23. Platz in der Qualifikation | Frauen - Marina Janicke (TSC Berlin) Frauen, Kunstspringen 3 m: Bronze Frauen, Turmspringen: Bronze - Heidi Becker (SC Empor Rostock) Frauen, Kunstspringen 3 m: Finale 9. Platz - Christa Köhler (SC Empor Rostock) Frauen, Kunstspringen 3 m: Finale 11. Platz - Sylvia Fiedler (SC Einheit Dresden) Frauen, Turmspringen: Finale 6. Platz |